# Dysodia fumida
Dysodia fumida är en fjärilsart som beskrevs av Paul E. Whalley 1968. Dysodia fumida ingår i släktet Dysodia och familjen Thyrididae. Inga underarter finns listade i Catalogue of Life.